# Дела давно минувших дней…
«Дела давно минувших дней…» — советский художественный полнометражный чёрно-белый детективный фильм, снятый на киностудии «Ленфильм» в 1972 году режиссёром Владимиром Шределем по мотивам повести «В полосе отчуждения» Анатолия Безуглова и Юрия Кларова.
Премьера фильма состоялась 4 июня 1973 года.

## Сюжет
В 1926 году был убит антиквар Богоявленский, после которого в швейцарском банке остался вклад на значительную сумму «для нужд Российской империи».
Расследование возобновляется в начале семидесятых годов. Несмотря на прошедшие 46 лет, сотрудники госбезопасности раскрывают преступление, выяснив, что «Катенька» — это не просто женское имя, а главный ключ в деле.

## В фильме снимались
- Иван Насонов — милиционер Александр Белецкий
- Михаил Лобанов — милиционер Михаил Мотылёв
- Пётр Меркурьев — милиционер Пётр Кемберовский
- Михаил Кокшенов — майор КГБ Владимир Синицын
- Виктор Перевалов — сержант милиции Коля
- Валерий Ольшанский — Фёдор Алексеевич Савельев в 1926 году
- Бруно Фрейндлих — Фёдор Алексеевич Савельев на пенсии
- Елизавета Уварова — Зоя Васильевна Павлова
- Наталья Четверикова — Зоя Васильевна в молодости
- Владимир Этуш — Думанский / герр Гофман
- Михаил Глузский — Василий Михайлович Злотников
- Николай Лавров — Индустриальный
- Юрий Мальцев — Иван Николаевич Сердюков

## Съёмочная группа
- Сценарий — Александра Червинского при участии Анатолия Безуглова и Юрия Кларова
- Постановка — Владимира Шределя
- Главный оператор — Владимир Бурыкин
- Главный художник — Евгений Гуков
- Композитор — Исаак Шварц
- Текст песен — Булат Окуджава (в титрах указан Евгений Храмов)[1][2]
- Звукооператор — Владимир Яковлев

## Звуковая дорожка
Песни Исаака Шварца на стихи Булата Окуджавы («Затихнет шрапнель и начнётся апрель…»). В фильме использована песня Владимира Высоцкого «Оплавляются свечи на старинный паркет…», в исполнении И. Варшавской (ресторанная певица).